# 부두 죽음
부두 죽음(Voodoo death)은 공포와 같은 강력한 정서적 충격으로 인해 갑작스럽게 사망하는 현상이다. 1942년 월터 캐넌이 제안한 용어로, 심인성 사망이나 정신신체적 죽음이라고도 부른다. 이러한 변칙은 암시되는 어떠한 외부의 힘에 대한 정서적 반응(보통 공포)으로 인해 발생한다는 점에서 "정신신체적"인 것으로 여겨진다. 부두 죽음은 특히 원주민 사회와 강제 수용소, 포로 수용소에서 두드러지게 나타나지만 그 조건이 특정 문화에만 국한된 것은 아니다.

## 월터 캐넌과 그의 저작
1942년, 현대 생리심리학의 선구자 월터 브래드포드 캐넌 박사는 공포가 심리적인 고통에 대응하여 신체 상태가 악화될 정도로 사람에게 영향을 미칠 수 있다는 생각을 가정한 연구를 발표하였다. 캐넌은 오스트레일리아 원주민 사회에서 발생한 특이한 죽음(과 그들의 외래적 상황)의 예를 인용하면서, 사회의 금기를 깨뜨리는 초자연적 결과에 대한 공포가 원주민이 목격하는 죽음을 초래하였다는 개념을 상정하였다.
캐넌이 설명하는 이 개념은 이후 "본포인팅 증후군"이라고 불리게 된다. 여기서 개인은 일종의 충격(보통 사회적/종교적 금기를 깨는 것)을 받게 되는데, 이것을 자신에게 불길한 징조로 해석한다. 이후 신체 상태가 빠른 속도로 악화되어 처음 충격을 받은 뒤 24시간이라는 짧은 시간 안에 사망하게 된다.
캐넌은 자신이 먹은 과일이 타푸 장소에서 왔다는 것을 알게 된 마오리 여성의 예를 설명한다. 이 여성은 24시간이 채 지나지 않아 사망하였다. 또한 이와 반대되는 상황으로, 지역 주술사가 죽음의 저주를 의미하는 사회적 금기인 뼈를 겨눔으로 인해 질병에 걸리게 된 청년의 예도 공유한다. 이 사례에서는 가해자가 청년에게 모든 것이 실수였으며 그에게 어떠한 뼈도 겨누지 않았다고 설명하자 청년의 건강이 즉시 회복되었다.
캐넌은 각 사례의 유사점에 주목한다. 이들은 둘 모두 초자연적 현상에 대한 믿음이 맹렬하게 유지되는 사회의 구성원이었고, 둘 모두 개인의 믿음에 좌우되어 어떤 형태의 저주라고 믿는 것에 시달렸다. 또한 이들은 비슷한 신체적 증상을 공유하였다. 하지만 청년의 경우, 심리적 고통의 원인이 제거되자 불가사의한 병이 사라지게 되었다. 캐넌은 이러한 다소 극단적인 신체적 반향을 감정의 작용으로 마음에 공포가 자리 잡아 신체 상태의 파괴로 이어진 결과로 보았다.

## 원인

### 캐넌의 설명
캐넌에 따르면 공포의 감정은 그가 신경계의 "교감신경" 또는 "교감신경-부신" 영역이라고 칭하는 정신에 작용하여 "순환 혈액량의 감소"로 야기되는 혈압 저하를 유발한다고 한다. 캐넌은 수축하는 작은 세동맥에 지속적으로 아드레날린이 주입되면 체내 혈액의 적절한 흐름을 방해하여 혈압 저하를 초래하고 혈액량이 감소된다고 설명한다. 거기서부터 약해진 혈압이 혈액을 운반하는 혈관을 유지시키는 심장과 신경을 손상시켜 충분한 혈액 순환을 방해하고, 이에 따라 혈액순환을 제대로 유지하는 데 필요한 그 장기들이 악화되어 지속적인 혈액 순환을 어렵게 만든다. 그런 다음에는 심박수에 가속이 붙으며 호흡도 빨라지게 된다. 이러한 증상에 심리적 고통을 겪고 있는 사람에게 음식이나 음료가 없을 때의 영향도 더해진다. 캐넌은 의학적 의미에서의 진정한 충격이 음식이나 음료를 거의 먹지 못한 결과로써 사망의 원인이 될 수 있다고 제안한다. 캐넌은 다음과 같이 설명한다. "음식과 식수의 부족, 불안, 빠른 맥박과 호흡의 동반은 끊임없는 영향을 주는 충격적 경험과 관련이 있으며, 원시 부족에서 보고된 치명적인 상태와 잘 부합할 것이다"

### 현대의 설명
1942년 이래 과학자들은 편도체라고 부르는 뇌의 영역과 같이 스트레스가 신체에 미치는 영향과 관련된 더 많은 과정을 발견하였다. 감각 자극이 정신에 전해지고 뒤따라 편도체가 공포의 감정을 처리하는 일련의 사건을 자극의 종류에 따라 "시각-공포 경로", 또는 "청각-공포 경로"라고 부른다.
2002년 에스더 M. 스턴버그 박사는 일반적으로 인정받는 일련의 사건을 다음과 같이 열거하였다. 신경 섬유에 의해 전달되는 다양한 화학 물질 및 전기 자극이 방출된다. 이와 동시에 신체의 스트레스에 대한 반응으로 호르몬이 뇌와 부신, 뇌하수체에서 분비된다. 심장 부정맥은 보통 이러한 호르몬이 신체에 과다하게 분비된 결과이다.
1981년 와일리 베일 박사는 뇌의 시상하부 스트레스 호르몬인 부신피질자극호르몬, 또는 코르티코트로핀을 발견하였다. 이 호르몬은 시상하부에서 분비되어 "교감신경 반응의 시작에 관여하는 뇌줄기 아드레날린 중추로 .... 아드레날린 유사 신경 화학물질과 스트레스 호르몬의 대량 방출을 야기한다. 이것들이 합쳐지면 식욕부진, 쇠약, 심장 부정맥, 심지어 사망에 이를 수 있는 혈관 허탈을 동반하는 질병을 유발할 수 있다."
마틴 A. 새뮤얼스 박사는 또 다른 사망 과정에 대해 다음과 같이 자세히 설명하였다. 아드레날린이 분비되고 심박수가 증가하면 때때로 스트레스 호르몬인 카테콜아민이 축적되어 칼슘 통로가 열리고, 열린 상태가 유지되면 신체의 칼슘 과다로 세포가 죽게 된다.

## 부교감신경 과활성화
캐넌은 극심한 정서적 스트레스를 교감신경-부신 자극의 정도 조건으로 설명할 수 있다고 믿었다. 그러나 커트 리히터(1957년)가 수행한 동물 모델 실험은 캐넌의 도전에 응답하였다. 리히터는 미리 스트레스를 받은 쥐를 폐쇄된 난류 물에 집어넣은 뒤 익사까지 걸리는 시간을 기록하였다. 대부분의 길들여진 실험용 쥐는 몇 시간동안 살아있었지만 예상 외로 모든 야생 쥐가 15분 이내에 사망하였다. 리히터는 쥐의 심박수를 관찰하고 사망 후에 심장이 수축했는 지 이완했는 지를 알아냈다. 그는 죽기 전에 심장 박동수가 느려지고 이것이 심장의 이완 상태를 반영하는 혈액과 관련이 있음을 발견하였다. 이는 교감신경의 과잉 각성으로 심박수와 혈압이 극도로 증가하기 때문에 교감신경 부신의 과활성화가 사망을 초래한다는 캐넌의 제안과 모순된다. 리히터는 실험에 대하여 쥐들이 부교감신경계, 특히 심장 박동을 조절하는 미주신경의 과도한 자극으로 인해 사망하였다고 해석하였다. 치명적인 미주신경의 효과는 절망적 심리 상태였다.
갑작스러운 장기 부동 또는 가짜 죽음은 많은 포유류 종에서 나타나는 적응 반응이다. 호퍼(1970년)는 위협을 받았을 때 여러 설치류 종들이 매우 낮은 심장 박동수를 동반한 부동성을 보였음을 입증하였다. 일부 설치류의 경우는 심박수가 기준치의 50% 미만에 도달하였다. 호퍼는 장기 부동과 가짜 죽음 현상을 구별하였다. 리히터가 묘사한 "절망"의 행동과는 달리, 가짜 죽음은 활동적으로 몸부림을 치던 중 갑작스러운 운동 붕괴와 함께 발생하였다. 호퍼는 공포를 유발하는 심박수 저하를 미주신경 현상으로 해석하였다.
이러한 데이터는 미주신경이 심각한 감정 상태에 기여하고, 극도의 공포심과 같은 감정 상태 고정과 관련이 있을 수 있음을 시사한다. 불행히도, 이 고정 방식은 포유류에게 잠재적인 생명의 위협이 될 수 있다(파충류는 해당되지 않는다). 포유류는 부교감미주신경계의 과활성화로 느린맥 또는 저산소증 상태를 겪을 수 있다. 산소가 부족해진 포유류의 장기는 혈류 부족으로 인하여 산소 결핍 상태가 되고 결국 동물은 사망에 이르게 된다.

## 비판적 평가
캐넌은 생리적 쇠약의 세부 사항들에 대해 대체로 무지한 편이었으나, 그의 연구 발표 이후 몇 년동안 과학자들은 부두 죽음에 관한 그의 핵심적인 가설에 대체로 동의해 왔다. 일반적으로 캐넌의 작업에 대한 비판은 그의 사례 연구가 풍문이 본질이라는 것에 향하고 있지만, 최근 연구에서는 다양한 사회에서 부두 죽음의 수많은 예를 발견하였다. 캐넌의 이론을 검증하는 실험 과정의 어려움을 제기하는 사람들에게 Cannon의 이론을 검증하는 실험적 과정이 어렵다고 주장하는 사람들에게 바버라 W. 렉스는 1974년 기사사람들에게 Cannon의 이론을 검증하는 실험적 과정이 어렵다고 주장하는 사람들에게 바버라 W. 렉스는 1974년 기사 〈부두 죽음: 오래된 설명에 대한 새로운 생각〉에서 복잡한 실험 없이도 "부두 죽음"을 쉽게 관찰할 수 있다고 말한다.
동공 수축은 쉽게 관찰할 수 있고 부교감 신경의 활성화를 나타낸다 ... 개인의 타액과 땀의 양, 근육의 긴장과 피부의 창백한 정도도 복잡한 장비 없이 식별할 수 있다.
하지만 심리적으로 유발된 신체 부전과 관련된 이론에 이의를 제기하는 사람들도 있다. 1972년 데이비드 레스터 박사는 캐넌의 증거, 특히 동물에 관한 증거는 입증되지 않고 부적절하다고 주장하였다. 그는 "암시에 의한 죽음"의 개념을 제시하고, 조지 L. 엥겔이 제안한 "포기한-포기된" 컴플렉스를 지지하여 사망의 원인이 캐넌이 제시한 심리적-생리학적 연관성보다 문제의 해당 개인의 심리적 상태에 전적으로 귀인한다고 보았다. 더 나아가, 해리 D. 이스트웰 MD는 1982년 자신의 기사 "부두 죽음과 호주 이스트아넘의 사망 처리에 관한 메커니즘"에서 "부두 죽음"이라는 개념을 완전히 거부하면서 캐넌 등의 연구진이 보고한 사건 속의 죽음은 어떤 심리적 반응보다는 탈수로 인한 것일 가능성이 더 크다고 밝혔다.

## 현대 과학에 미친 영향

### 싸우거나 달아나거나
이러한 돌연사 사례와 깊은 관련이 있는 개념으로 캐넌이 "투쟁-도피 반응"이라고 명명한 것이 있으며, "신경생리학-행동" 반응 패턴으로 분류되어 왔다. "투쟁-도피"는 인간을 비롯한 동물 안의 강한 감정에 대한 본능적, 생리적 반응을 묘사하는 데 사용되는 문구이다. 캐넌은 분노와 공포의 두 감정을 서로 연관시키는데, 이 감정들이 정신과 신체에 미치는 유사한 효과 때문이다. 분노는 "투쟁"에 대한 반응을 부추기고, 공포는 "도피"를 부추긴다. 정신은 인지된 위협에 대한 반응으로 이러한 감정 중 하나 또는 둘 다에 직면할 때 아드레날린을 방출하고 심장 박동수가 증가하지만, 때때로 신체가 반응에 압도되어 스트레스 호르몬의 작용으로 인해 쇠약해진다.
부두 죽음의 경우 "도피" 대응이 신체를 압도하지만, 위협을 감지한 개인의 정신에는 행동의 가능성이 거의 또는 전혀 없다. 원주민 부족의 상태를 고려할 때, 희생자는 자신이 피할 수 없는 죽음을 선고 받는 저주를 받았다고 믿기에 스스로를 구하기 위한 행동을 할 수 없다고 생각한다.

### 새로운 분야
부두교 죽음에 관한 캐넌의 이론은 심리학 연구의 다양한 분야에 대한 연구의 길을 열었다. 캐넌의 연구 발표 이후 과학자들은 상황에 대한 정신신체적 반응과 관련된 많은 장애 등을 발견하였다. 정신이 죽음을 가져올 수 있다는 캐넌의 가정 때문에 과학자들은 정신이 신체에 더 많은 방식으로 작용한다는 발상에 마음을 열게 되었고, 이는 정신신체의학의 발전으로 이어졌다.
과학 분야 내에서 부두 죽음에 관한 이론의 출현은 심리생리학이라는 심리학 분야의 발전으로 이어졌다.

## 주목할 만한 사례
캐넌과 같은 연구자가 제시하는 사례에는 원주민 사회 내의 사례가 가장 많이 인용되고 있지만, 다른 문화권에서도 유사한 정신신체적 죽음 사례가 보고되었다.
제임스 L. 매시스 MD의 1964년 기사는 이전에는 건강했던 남성이 어머니가 원하는 바에 어긋나 어머니에게 "저주"를 받자 천식 발작으로 사망한 사례를 설명한다. 매시스는 "치명적인 정신신체적 상태"가 이 남성의 사망 원인이었고, 따라서 부두 죽음의 한 형태라고 제안한다.
1992년 또 다른 과학자 클리프턴 K. 메더 MD는 암 진단을 받은 한 남성이 의사 및 가족과 함께 자신이 암으로 죽어가고 있다고 믿었던 사례에 대해 논하였다. 하지만 그의 사후 부검에서 의사들은 암이 그의 사망 원인이 전혀 아님을 발견하였다. 메더는 임박한 죽음에 대한 남성의 믿음이 사망 원인 그 자체라고 추론한다.

## 같이 보기
- 죽은 척
- 상심 증후군
- 웃음으로 인한 죽음
- 특이한 죽음 목록
- 노시보
- 스트레스
- 희생자화 증상
- 실신

## 참고 문헌
- Cannon, Walter. "Voodoo Death". American Anthropologist, 44. 1942. 169–181.
- Eastwell, Harry D. "Voodoo Death and the Mechanism for Dispatch of the Dying in East Arnhem, Australia". American Anthropologist, 84.1. 1982. 5–18.
- Gomez, E.A. "Voodoo and sudden death: the effects of expectations on health". Transcultural Psychiatric Research Review, 19. 1982. 75–91.
- Lane, R.D., Waldstein, S.R., Chesney, M.A, et al. "The Rebirth of Neuroscience in Psychosomatic Medicine, Part I: Historical Context, Methods, and Relevant Basic Science". Psychosom Medicine, 71.2. 1 Feb 2009. 117–134.
- Lester, David. "Voodoo Death: Some New Thoughts on an Old Phenomenon". American Anthropologist, 74.3. 1972. 386–390.
- Lester, David. "Voodoo Death". Omega, 59.1. 2009. 1–18.
- Lex, Barbara W. "Voodoo Death: New Thoughts on an Old Explanation". American Anthropologist, 76.4. 1974. 818–823.
- Kirn, Timothy F. "Voodoo Death Is Brain's Lethal Response to Fear ". Clinical Psychiatry Jan 2004. Web. 15 Nov 2009.
- Mathis, James L. "Sophisticated Version of Voodoo Death". American Psychosomatic Society, 26. 1964. 104–107.
- Meador, Clifton K. "Hex Death: Voodoo Death or Persuasion". Southern Medical Journal, 85.3. 1992. 244–247.
- Sternberg, Esther. "Walter B. Cannon and 'Voodoo' Death: A Perspective from 60 Years On". Am J Public Health, 92.10. 2002. 1564–1566.
- Stumpfe, K.D. "The psychogenic death of Mr. J. A case report". Z Psychosom Med Psychoanal, 25.3. 1979. 263–273.

## 더 읽어보기
- “Scared to Death... Literally”. 《Talk of the Nation》. NPR. 2012년 10월 26일.